# بسپار معدنی
بسپار معدنی یا پلیمر معدنی به بسپارهایی گفته می‌شود که زنجیرهٔ اصلی آنها به جای کربن از اتم‌های معدنی دیگری ساخته شده باشد.

## نمونه‌ها
- Si-O-Si در پلی‌سیلوکسان‌ها
- Si-N در پلی‌سیلازان‌ها
- Si-Si در پلی سیلان‌ها